# Есипов, Борис Алексеевич
Есипов Борис Алексеевич (8 августа, 1945) — автор-исполнитель, доцент Самарского государственного аэрокосмического университета. Кандидат технических наук. Лауреат, а затем — постоянный член жюри Грушинского фестиваля авторской песни.
Родился в городе Каменка Пензенской области. Жил в Приморском крае, с 1962 г. живёт в Самаре.
В 1968 году окончил Куйбышевский авиационный институт имени С. П. Королёва по специальности радиоинженер. Учился в одной студенческой группе с Валерием Грушиным.
Песни на свои стихи пишет с 1966 года.
Лауреат Второго Грушинского фестиваля (1969), в том же году стал лауреатом конкурса «Студенческая весна» в Куйбышеве, фестиваля в Казани.
Песней Бориса Есипова «Маленькая баллада о большом человеке», начиная с 1970 года, открываются Грушинские фестивали.
С 1970 года Есипов — постоянный член жюри Грушинского фестиваля.
Председатель жюри 36 и 37 Грушинских фестивалей (2008, 2009).
Составитель сборников авторских песен.
Как преподаватель Аэрокосмического университета — автор учебных пособий . Также преподаёт на кафедре информатики, математики и естественнонаучных дисциплин в Самарской гуманитарной академии.